# Vestalis
Genre
Vestalis est un genre d'insectes odonates (libellules) du sous-ordre des Zygoptera (demoiselles) de la famille des 
Calopterygidae. 

## Répartition
Ce genre de demoiselles se rencontre en Asie, depuis le Sri Lanka, l'Inde, le Tibet et la Chine jusqu'aux Philippines et en Indonésie en passant par la Malaisie et la Birmanie.

## Dénomination
Le genre Vestalis a été décrit par l'entomologiste belge Edmond de Sélys Longchamps en 1853 avec comme espèce type Calopteryx luctuosa,.

## Description
La lèvre inférieure est fendue dans sa moitié apicale avec les deux parties aiguës et distantes. Les deux premiers articles des palpes sont d'égale longueur et le troisième est moitié plus court. Le premier article des antennes est en demi-anneau et plus court que le second.
Les ailes sont assez étroites, sans ptérostigma, et plus ou moins plissées transversalement. L'arculus n'est pas fracturé et présente des secteurs courbés qui naissent en son tiers inférieur avec le secteur principal contigu à la nervure médiane. La nervure costale ne présente pas de coloration métallique. Le secteur sub-nodal ainsi que le secteur médian et le premier secteur du triangle sont ramifiés à leur extrémité. Le second secteur du triangle est courbé vers l'extérieur. L'espace post-costal est simple. Le nodus est placé au tiers ou aux deux cinquièmes de la longueur des ailes. Le côté intérieur du quadrilatère est plus court que le côté extérieur. Le côté supérieur est un peu convexe. L'espace basilaire est libre. Le second secteur du triangle n'a pas de rameaux dans la partie inférieure et finit presque sous le nodus alors que le premier présente quatre ramifications dont la dernière s'achève aux deux tiers des ailes beaucoup plus loin que le nodus.
Le thorax est très effilé et long. Le corps est de couleur acier ou vert métallique. Les sutures et le dessous sont plus ou moins jaunes ou roussâtres.
Les pattes sont longues et ciliées.
Les appendices anaux supérieurs du mâle sont semi-circulaires et un peu tronqués au bout.

## Écologie
Comme les mâles des genres Calopteryx, Neurobasis et Mnais de la famille des Calopterygidae, les mâles du genre Vestalis sont territoriaux et effectuent une cour élaborée qui consiste à présenter ses ailes antérieures à la femelle perchée tandis que les ailes postérieures soutiennent l'animal.

## Publication originale
- Sélys Longchamps, E., de. 1853. Synopsis des Caloptérygines. Bulletins de l'Académie royale des sciences, des lettres et des beaux-arts de Belgique, 20: 1-73.

## Taxinomie
Liste des espèces.
- Vestalis amabilis Lieftinck, 1965[1]
- Vestalis amaryllis Lieftinck, 1965[1]
- Vestalis amethystina Lieftinck, 1965[1]
- Vestalis amnicola Lieftinck, 1965[1]
- Vestalis amoena Sélys, 1853[1]
- Vestalis anacolosa Lieftinck, 1965[1]
- Vestalis anne Hämäläinen, 1985[6]
- Vestalis apicalis Sélys, 1873[1]
- Vestalis atropha Lieftinck, 1965[1]
- Vestalis beryllae Laidlaw, 1915[1]
- Vestalis gracilis (Rambur, 1842)[1]
- Vestalis luctuosa (Burmeister, 1839)[1]
- Vestalis lugens Albarda in Sélys, 1879[1]
- Vestalis melania Sélys, 1873[1]
- Vestalis nigrescens Fraser, 1929
- Vestalis submontana Fraser, 1934

## Galerie

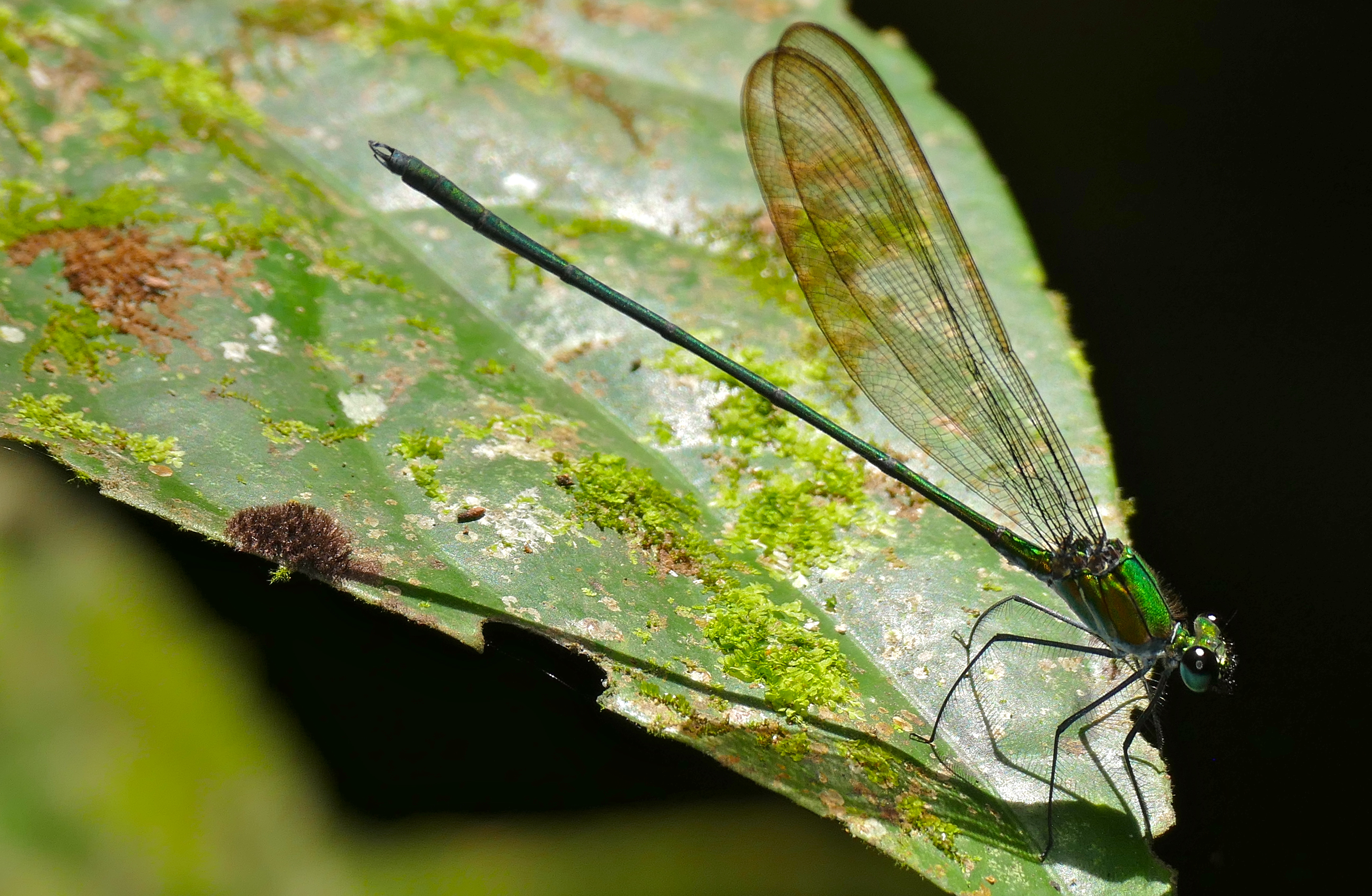
Vestalis amoena
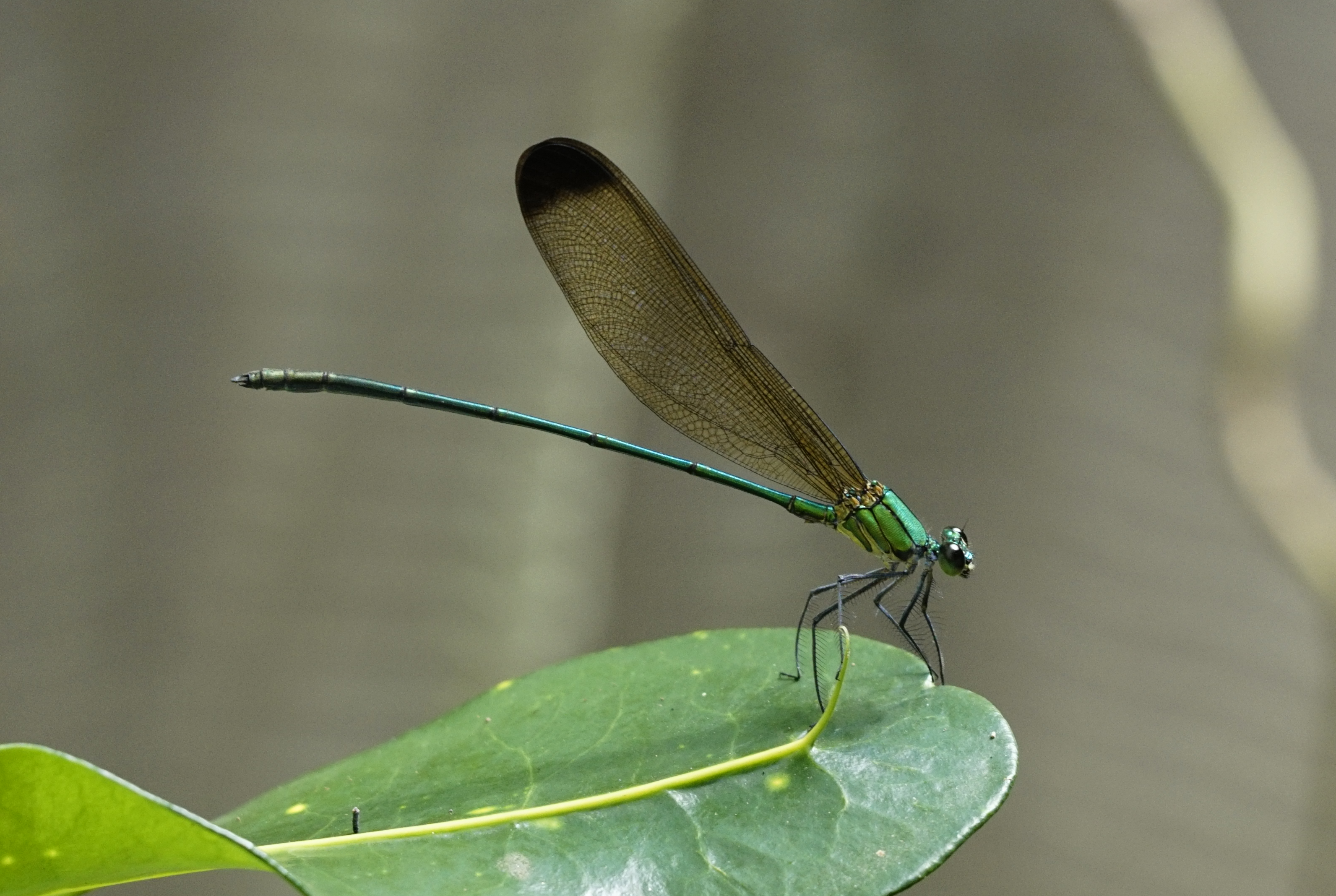
Vestalis apicalis
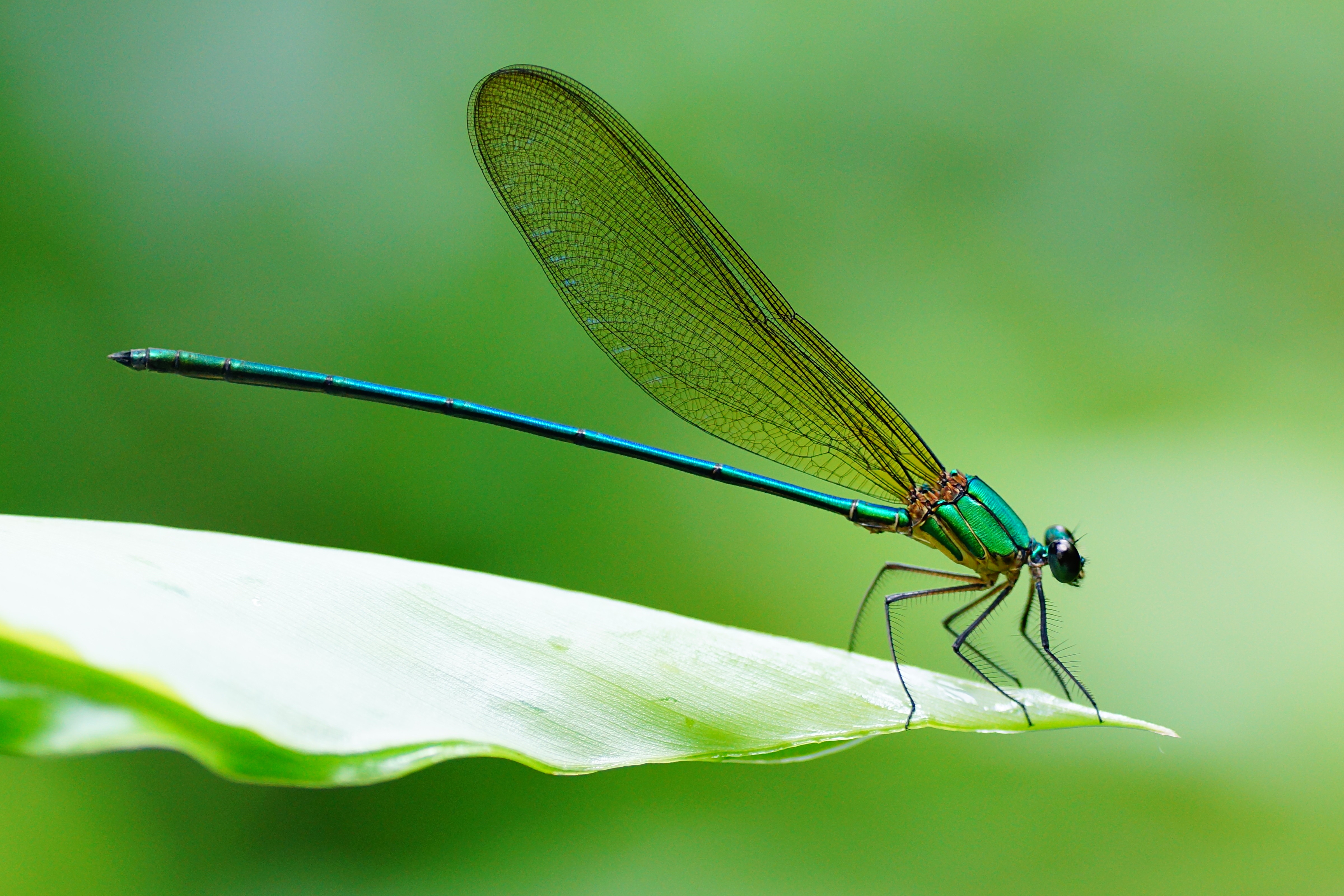
Vestalis gracilis
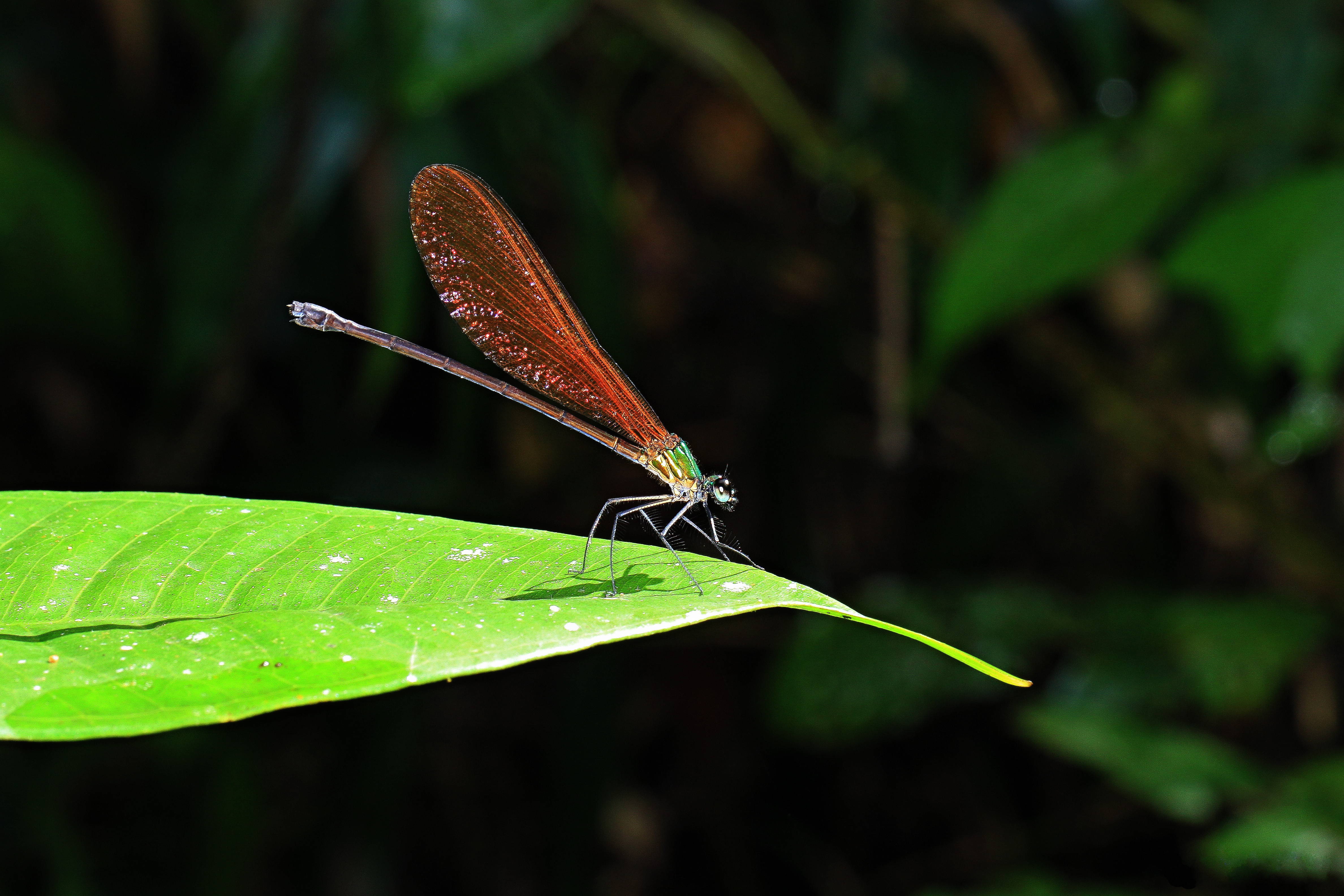
Vestalis luctuosa ♀
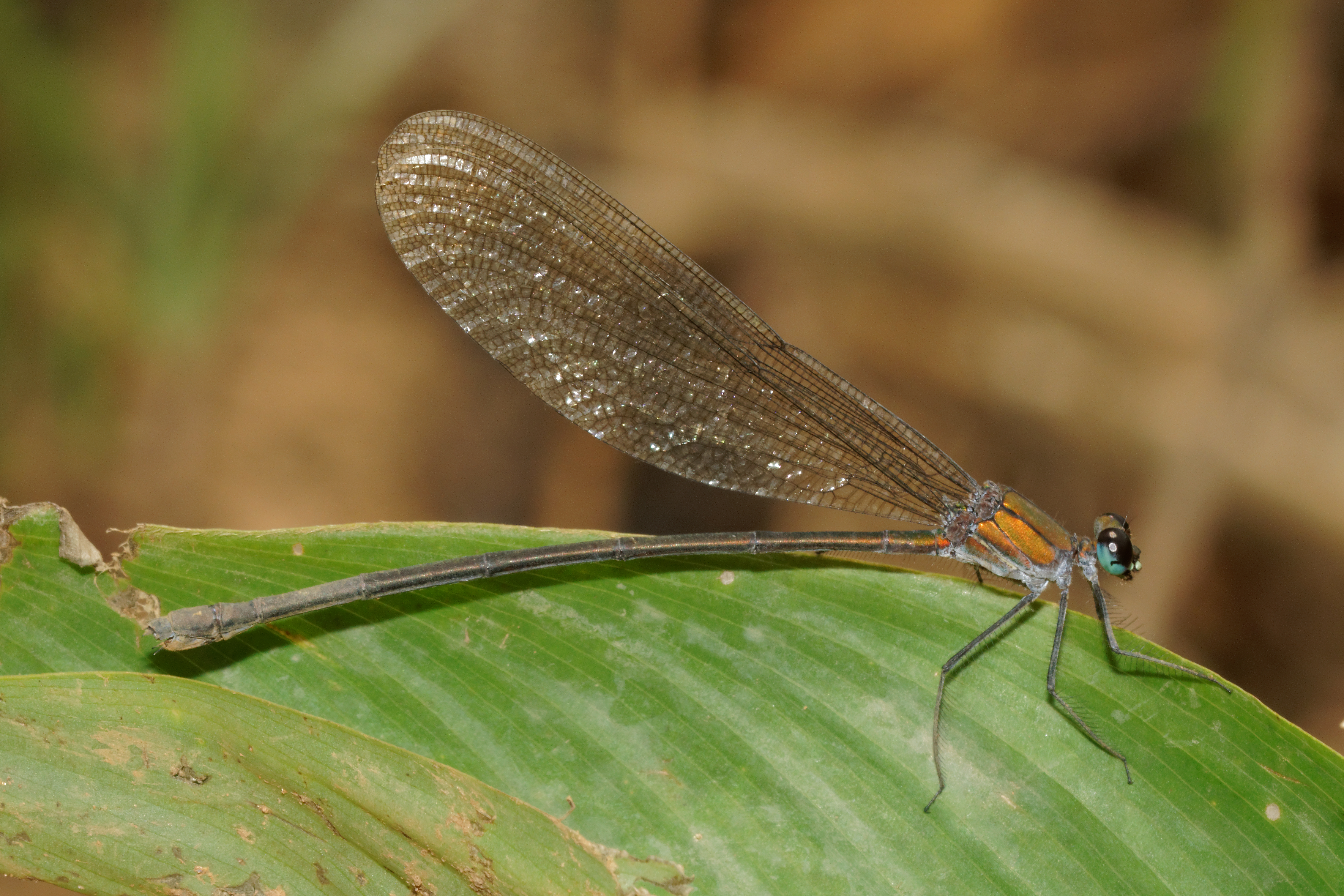
Vestalis submontana